# Plecia magnispina
Plecia magnispina är en tvåvingeart som beskrevs av Hardy 1958. Plecia magnispina ingår i släktet Plecia och familjen hårmyggor. Inga underarter finns listade i Catalogue of Life.